# X Plastaz
Gli X Plastaz sono una crew (gruppo musicale) tanzaniana, fra le più note dello hip hop africano noto come bongo flava.
Lo stile degli X Plastaz è caratterizzato dalla contaminazione fra l'hip hop internazionale e la tradizione canora dell'etnia Masai, rappresentata dal cantante Merege; sulle sue melodie vocali, in lingua maa, si sovrappone il rap degli altri membri del gruppo, in swahili e haya.
Alcuni loro brani, come Msimu kwa msimu, Aha!, e Dunia dudumizi, sono considerati classici del genere bongo flava.

## Storia

### Origini
Il primo nucleo del gruppo comprendeva i due fratelli Ruff e Gsann, di Arusha, e un loro collega e coinquilino di nome Ziggy, originario della Regione di Tanga. I tre iniziarono a fare hip hop nel 1995, mentre erano impiegati in un salone di parrucchiere. La formazione comprendeva originariamente un quarto elemento, che però abbandonò quasi subito il gruppo per proseguire gli studi.
Nel 1996 furono notati da Bonnie Luv, un noto produttore discografico di Dar es Salaam, che fece loro incidere alcuni singoli. Il loro primo successo nazionale fu Bamiza (1998), che rimase per diverse settimane fra i brani più trasmessi alla radio. Seguì un altro successo importante a livello nazionale, Wachaga piga chata.

### L'ingresso di Merege
Nel 1997 gli X Plastaz visitarono un villaggio tradizionale masai a ovest di Arusha e conobbero Merege, che era il campione di canto del suo gruppo di età. Successivamente, i fratelli e Merege iniziarono a esibirsi insieme nei dintorni di Arusha e Moshi, e nel 2001 composero i loro primi brani di "masai hip hop", unendo il cantato di Merege al rap.
Con questa formazione e il nuovo stile derivato da fusione fra hip hop e musica tradizionale, gli X Plastaz iniziarono ad acquisire visibilità internazionale, iniziando a esibirsi anche in Europa, anche grazie alle attenzioni riservate al gruppo da Jay Rutledge, editore delle raccolte di musica etnica della serie Rough Guides.
Nel 2004, l'etichetta discografica tedesca Out Here Records pubblicò il loro primo album Maasai Hip Hop, che includeva anche i brani resi famosi dalle Rough Guides.

### La morte di Faza Nelly
Il fondatore del gruppo Nelson Chrizostom Rutta, in arte Faza Nelly, muore il 29 marzo 2006 a seguito di gravi ferite ai polmoni dovute all'accoltellamento ad opera di un suo vicino di casa, affetto da gravi turbe psichiche. Il gruppo, a seguito dell'evento, decide di non sciogliersi e di continuare a lavorare al proprio secondo album.